# Manual de cocina del Instituto Crandon
El Manual de Cocina del Instituto Crandon, es un libro uruguayo, también conocido como “el Libro del Crandon”. Fue lanzado por el Instituto Crandon en 1957.

## Reseña
«Manual de Cocina del Crandon.» El libro es corresponde al área gastronómica del Instituto Crandon, una institución educacional de la Iglesia Metodista en el Uruguay.
En 1946 la obra fue un inicialmente folleto que contenía receta de maíz y que se realizó por encargo de la empresa uruguaya ANCAP. Contaba con fotos a color, y fotos en escala de grises de paso a paso de las recetas sello por lo que será reconocido el libro.
En su primera edición contó con 423 páginas y se publicaron 5.000 ejemplares de tapa dura, fue impreso en los Talleres Gráficos de Colombino Hnos. Trata sobre gastronomía, aspectos bromatológicos y ecología, nutrición, protocolo y economía doméstica. Las recetas de este libro son presentadas paso a paso, con ilustraciones, y si se siguen al pie de la letra el resultado será siempre óptimo.
En el libro tiene los siguientes temas: valores nutricionales, tendido y servicio de mesa, menú familiar, bebidas, saladitos, sopas, quesos, cereales, pastas, verduras, ensaladas, carnes, aves, pescados, mariscos, salsas, masas, postres, panes, tortas y envasado. Cocina sin azúcar, ni gluten, congelado y microondas (estos temas sólo en las últimas ediciones). También pertenecen a la Colección Gourmet del Instituto Crandon: el Libro de Carnes Rojas y de Caza, y el Libro de Panes, junto al Manual de Cocina conforman la biblioteca gastronómica del instituto.

## Distinciones
En 2010 el Manual de Cocina del Crandon, recibe el Premio Morosoli.
El 13 de diciembre de 2012 la Cámara Uruguaya del Libro lo distinguió por su trayectoria. En 2013 lanza su trigésimo segunda es su última edición. Con más de 200.000 ejemplares editados es una referencia culinaria considerada clásica, y es superventas por excelencia del Uruguay.
El 27 de septiembre de 2017 se imprime la edición del 60 aniversario de la presentación participa Sergio Puglia. En esta ocasión no hay foto en su portada, solo una tapa dura azul. Está edición tiene 24 capítulos.
En marzo de 2020, la reedición estuvo entre los cinco libros más vendidos en Uruguay.